# 林慧卿

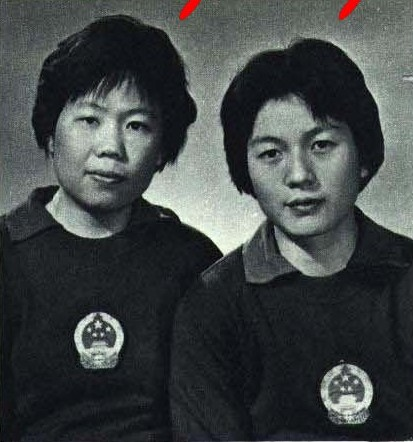
林慧卿(左)

林慧卿（1941年—），出生于印度尼西亚雅加达，原籍广东新会，乒乓球运动员，前世界冠军。她善横拍削球打法，被誉为“中华第一代削球女王”。

## 生平
林慧卿出生于印度尼西亚的一个华侨家庭，1957年毕业于巴城中学。她自幼喜爱乒乓球运动，1957、1958年两度获全印度尼西亚女单冠军。1959年她回到故乡中国，考入上海体育学院，并加入上海市乒乓球队。次年入选国家队。她在1965年、1971年两次世界乒乓球锦标赛中发展出色，获28届女单亚军、女双冠军（与郑敏之合作）、混双亚军（与张燮林合作）、女团冠军，31届女单冠军、女双冠军（与郑敏之合作）、混双冠军（与张燮林合作）、女团亚军。至此，她成为了首位完成世乒赛大满贯（单打、双打、混双、团体冠军）的中国球员。
退役后，林慧卿于1972年至1979年间任中国国家乒乓球队教练。1979年出任中国乒乓球协会副主席。同年移居香港，开始从商。现任香港华侨华人总会荣誉会长。她于1999年入选国际乒联名人堂。此外，她还是第四、五届全国人大代表，第六届全国政协委员。